# Melicope fatuhivensis
Melicope fatuhivensis är en vinruteväxtart som först beskrevs av F. Brown, och fick sitt nu gällande namn av T.G. Hartley & B.C. Stone. Melicope fatuhivensis ingår i släktet Melicope och familjen vinruteväxter. Inga underarter finns listade i Catalogue of Life.